# Les Échappés
Les Échappés est une maison d'édition française créée en septembre 2008 par l'hebdomadaire satirique Charlie Hebdo et dirigée par le dessinateur Riss. Elle prolonge l'activité des auteurs de Charlie Hebdo au-delà de l'hebdomadaire dans divers domaines : bande dessinée, reportages, chroniques, livres de dessins, livres pour enfants.
Le nom de la maison d'édition fait référence à la section « Les couvertures auxquelles vous avez échappé » en dernière page de Charlie Hebdo,.

## Ouvrages parus

### 2008
- Riss, Ma première croisade : Georgie Bush s'en va-t-en guerre  (ISBN 978-2-35766-000-7)
- Collectif, Liberté, Égalité, Fraternité  (ISBN 978-2-35766-001-4, 978-2-35766-002-1 et 978-2-35766-003-8)
- Collectif, Les Brèves de Charlie Hebdo  (ISBN 978-2-35766-005-2)
- Luz, Quand deux chiens se rencontrent  (ISBN 978-2-35766-006-9)
- Jul, L'Herbier impitoyable, coll. « Charlie Hebdo Junior »  (ISBN 978-2-35766-007-6)

### 2009
- Philippe Val (textes), Catherine (dessins), Si ça continue, ça va pas durer : Chroniques  (ISBN 978-2-35766-004-5) : recueil de chroniques à France Inter
- Jean-Luc Hees (textes), Riss (dessins), Obama, what else ?  (ISBN 978-2-35766-008-3)
- Antonio Fischetti (textes), Charb (dessins), Éternuer dans le chou-fleur et autres métaphores sexuelles à travers le monde  (ISBN 978-2-35766-009-0)
- Luz, Les Sarkozy gèrent la France  (ISBN 978-2-35766-010-6)
- Catherine, Charb, Luz, Riss, Le Cahier de vacances de Charlie Hebdo  (ISBN 978-2-35766-012-0)
- Riss (éd.), Hitler dans mon salon : Photos privées d'Allemagne, 1933 à 1945  (ISBN 978-2-35766-014-4)
- Charb, Les Fatwas de Charb : Petit traité d'intolérance  (ISBN 978-2-35766-015-1)
- Oncle Bernard, Plus belle la crise !  (ISBN 978-2-35766-016-8)
- Collectif, Les Nouvelles Brèves de Charlie Hebdo  (ISBN 978-2-35766-017-5)

### 2010
- Charb, C'est pas là qu'on fait caca !, série Maurice et Patapon, coll. « Charlie Hebdo Junior »  (ISBN 978-2-35766-018-2)
- Luz, Burqalembours  (ISBN 978-2-35766-020-5)
- Bernard Maris, Marx, ô Marx, pourquoi m'as-tu abandonné ?  (ISBN 978-2-35766-022-9)
- Luz, Robokozy  (ISBN 978-2-35766-023-6)
- Cabu, Catherine, Charb, Luz, Riss, Le Cahier de vacances de Charlie Hebdo, 2010  (ISBN 978-2-35766-024-3)
- Patrick Pelloux, Histoire d'urgences, t. 2, avec Le Cherche midi  (ISBN 978-2-7491-1681-5)
- Charb, Les Dictons du jour de Charb  (ISBN 978-2-35766-025-0)
- Collectif, Encore des brèves de Charlie Hebdo !  (ISBN 978-2-35766-027-4)
- Luz, King of Klub  (ISBN 978-2-35766-028-1)
- Catherine Meurisse, Savoir-vivre ou mourir  (ISBN 978-2-35766-030-4)
- Collectif, Élevons le débat  (ISBN 978-2-35766-031-1)

### 2011
- Charb, Marcel Keuf, le flic  (ISBN 978-2-35766-032-8)
- Antonio Fischetti, dessins Riss, Charb et Luz, L'Empire des sciences : 200 découvertes qui vous concernent (+ ou -)  (ISBN 978-2-35766-034-2)
- Cabu, Johnny c'est la France  (ISBN 978-2-35766-035-9)
- Riss, Laurent Léger, Tout le monde aime Liliane : Les aventures de Liliane Bettencourt  (ISBN 978-2-35766-036-6)
- RESF, préface Lilian Thuram, Sarkozy m'a expulsé : 140 histoires d'étrangers dont la France n'a pas voulu  (ISBN 978-2-35766-038-0)
- Charlie Hebdo Les 1000 Unes, 1992/2011, collectif  (ISBN 978-2-35766-041-0)
- Bon Débarras, collectif  (ISBN 978-2-35766-042-7)
- Alexandre, le charme discret de la gauloiserie, Manu Boisteau  (ISBN 978-2-35766-043-4)
- Du goudron et des plumes, centenaire de la LPO, collectif, préface Allain Bougrain-Dubourg  (ISBN 978-2-35766-044-1)
- Les Collabos, Laurent Joly  (ISBN 978-2-35766-045-8)
- Je hais les petites phrases, Honoré  (ISBN 978-2-35766-046-5)

### 2012
- Génération Dégage, de Sylvie Coma  (ISBN 978-2-35766-047-2)
- S'en fout la mort, de Xavier Emmanuelli et Sylvie Coma  (ISBN 978-2-35766-048-9)
- Collectif, avec François Hollande, Jean-Luc Mélenchon, Eva Joly, Nathalie Arthaud, Philippe Poutou, Pierre Laurent, Cécile Duflot, Clémentine Autain, Arnaud Montebourg, Aurélie Filippetti, 10 raisons de ne pas voter Sarkozy  (ISBN 978-2-35766-049-6)
- La Nouvelle France des beaufs, de Cabu  (ISBN 978-2-35766-050-2)
- Maurice et Patapon, Tome 5 : Ni Dieu ni maître ! de Charb  (ISBN 978-2-35766-051-9)
- Mort aux bolchos : Un siècle d'affiches anticommunistes de Nicolas Lebourg  (ISBN 978-2-35766-052-6)
- Que du bonheur!, Collectif  (ISBN 978-2-35766-054-0)
- Charlie hebdo : Les 20 ans, 1992/2012, Collectif  (ISBN 978-2-35766-055-7)
- Pepe, Tome 1, de Carlos Giménez  (ISBN 978-2-35766-057-1)
- Cavanna raconte Cavanna  (ISBN 978-2-35766-040-3)

### 2013
- Dégueulasse, de Willem  (ISBN 978-2-35766-058-8)
- Les Paysans de Fabrice Nicolino  (ISBN 978-2-35766-059-5)
- La Torah illustrée, de Charb  (ISBN 978-2-35766-060-1)
- Journal d'un économiste en crise, de Bernard Maris  (ISBN 978-2-35766-061-8)
- Trenet méconnu, de Vincent Lisita  (ISBN 978-2-35766-062-5)
- Maurice et Patapon, Tome 6 : Mariage pour tous !, de Charb  (ISBN 978-2-35766-063-2)
- La Vie de Mahomet, de Charb  (ISBN 978-2-35766-064-9)
- Pepe, Tome 2, de Carlos Giménez  (ISBN 978-2-35766-065-6)
- J'aime vraiment pas la chanson française, de Luz  (ISBN 978-2-35766-066-3)
- Cabu Swing, de Cabu  (ISBN 978-2-35766-067-0)
- Charlie Hebdo : Marasme pour tous, Collectif  (ISBN 978-2-35766-068-7)
- Luttes de femmes : 100 ans d'affiches féministes, de Bibia Pavard et Michelle Zancarini-Fournel  (ISBN 978-2-35766-069-4)

### 2014
- Savoir-vivre ou mourir, de Catherine Meurisse  (ISBN 978-2-35766-070-0)
- Dégage Marine, Collectif  (ISBN 978-2-35766-071-7)
- Dégaze, François !, Collectif  (ISBN 978-2-35766-072-4)
- L'Immortelle Connerie de la pub, Collectif  (ISBN 978-2-35766-073-1)
- Vilaines Pensées de Iegor Gran  (ISBN 978-2-35766-074-8)
- Les Fatwas de Charb : Petit traité d'intolérance Tome 2,  (ISBN 978-2-35766-075-5)
- Encore des nouilles : Chroniques culinaires de Pierre Desproges  (ISBN 978-2-35766-076-2)
- Mes années 70, de Georges Wolinski  (ISBN 978-2-35766-077-9)
- Charlie Hebdo : Les Unes 1969-1981, Collectif  (ISBN 978-2-35766-078-6)
- Charlie Hebdo : La reprise tranquille, Collectif  (ISBN 978-2-35766-079-3)

### 2015
- Carlos Giménez, Pepe, tome 3  (ISBN 978-2-35766-083-0)
- Charb, Lettres aux escrocs de l'islamophobie qui font le jeu des racistes  (ISBN 978-2-35766-086-1 et 978-2-35766-087-8)

### 2018
- Allain Bougrain-Dubourg, Lettres des animaux à ceux qui les prennent pour des bêtes  (ISBN 978-2-35766-153-0)
- Voltaire (textes), Juin (dessins), Candide ou l'Optimisme  (ISBN 978-2-35766-157-8)
- Charles Baudelaire (textes), Foolz (dessins), Les Fleurs du mal  (ISBN 978-2-35766-155-4)
- Edmond Rostand (textes), Florence Cestac (dessins), Cyrano de Bergerac  (ISBN 978-2-35766-159-2)
- Guillaume Erner, “Charlie hebdo” : 2018, année héroïque  (ISBN 978-2-35766-161-5)

### 2019
- Philippe Lançon, Chroniques de l'homme d'avant  (ISBN 978-2-35766-166-0)
- Charlie Hebdo : Pas vu, pas pris  (ISBN 978-2-35766-165-3) : recueil de dessins parus dans Charlie Hebdo de septembre 2018 à juin 2019
- Inna Shevchenko (trad.  de l'anglais Sarah Constantin), Héroïques : Amazones, pécheresses, révolutionnaires,  (ISBN 978-2-35766-162-2)
- Vuillemin, Y a pas photo !  (ISBN 978-2-35766-164-6)
- Raphaël Enthoven (textes), Coco (dessins), Le Banquet  (ISBN 978-2-35766-168-4) : d'après Le Banquet de Platon
- Riss, Une minute quarante-neuf secondes, avec Actes Sud  (ISBN 978-2-330-12716-9) : récit de l'attentat contre Charlie Hebdo

### 2020
- Allain Bougrain-Dubourg, On a marché sur la Terre : Journal d'un militant  (ISBN 978-2-35766-170-7)
- Yannick Haenel, Janvier 2015 : Le procès  (ISBN 978-2-35766-177-6) : sur le procès des attentats de janvier 2015 dont a notamment été victime la rédaction de Charlie Hebdo
- Charlie Hebdo : Les doigts dans le nez !  (ISBN 978-235766-176-9) : recueil de dessins parus dans Charlie Hebdo en 2020
- Charlie Hebdo, 50 ans de liberté d'expression  (ISBN 978-2-35766-174-5)

### 2021
- Yannick Haenel, Notre solitude  (ISBN 978-2-35766-172-1)
- Charlie Hebdo libère les femmes : Un demi-siècle d'articles et de dessins sur les droits des femmes  (ISBN 978-2-35766-185-1)
- Charlie Hebdo : L'humour en fête  (ISBN 978-2-35766-189-9) : recueil de dessins parus dans Charlie Hebdo de septembre 2020 à juin 2021

### 2022
- Riss, Lettre au futur locataire de l'Élysée  (ISBN 978-2-35766-191-2)
- Charlie Hebdo : Tous aux abris !  (ISBN 978-2-35766-197-4) : recueil de dessins parus dans Charlie Hebdo de septembre 2021 à juin 2022
- Sylvie Caster, 13 novembre : Chroniques d'un procès  (ISBN 978-2-35766-195-0) : sur le procès des attentats du 13 novembre 2015
- Cabu, À bas toutes les guerres !  (ISBN 978-2-35766-196-7)

### 2023
- Mélanie Délachotte (textes), Juin (dessins), Bébés sans bras : Un déni sanitaire  (ISBN 978-2-35766-187-5) : sur l'affaire des bébés nés sans bras
- Laure Daussy, La Réputation : Enquête sur la fabrique des « filles faciles »  (ISBN 978-2-35766-198-1)

### 2024
- Coco, Pauvres bêtes, novembre 2024 (ISBN 978-23-576-6209-4)